# Call Me (låt av Feminnem)
Call Me är en låt framförd av den bosniska och kroatiska musikgruppen Feminnem. Låten var Bosnien och Hercegovinas bidrag i Eurovision Song Contest 2005 i Kiev i Ukraina. Låten är skriven av Andrej Babić.
Bidraget framfördes i finalen den 21 maj och slutade där på fjortonde plats med 79 poäng.